# Nikolaus Peters (Maler, 1795)
Nikolaus Peters (geboren 1795 in Friedrichstadt; gestorben 1875) war ein Porträtmaler und Lehrer an der Ritterakademie in Lüneburg.

## Leben
Nikolaus Peters übersiedelte um 1827 nach Lüneburg, wo er sich durch sein Wirken zum bekanntesten Mitglied der Lüneburger Maler- und Fotografenfamilie Peters entwickelte. Im Zeitraum von etwa 1830 bis 1860 porträtierte er etliche Mitglieder der gehobenen Lüneburger Gesellschaft im Stil des Biedermeier. Seine von ihm zumeist als Brustbilder geschaffenen Porträts von Kaufleuten, Ärzten, Beamten und Theologen zeigen die Dargestellten „in ihrem ‚Sonntagsstaat‘ mit steifen Stehkragen so, als wären sie gerade vom Kirchgang zurückgekehrt.“

## Bekannte Werke
- Brustbild des Architekten, Fabrikanten und Hoteliers August Wellenkamp in Öl; im Besitz des Museums Lüneburg[3]

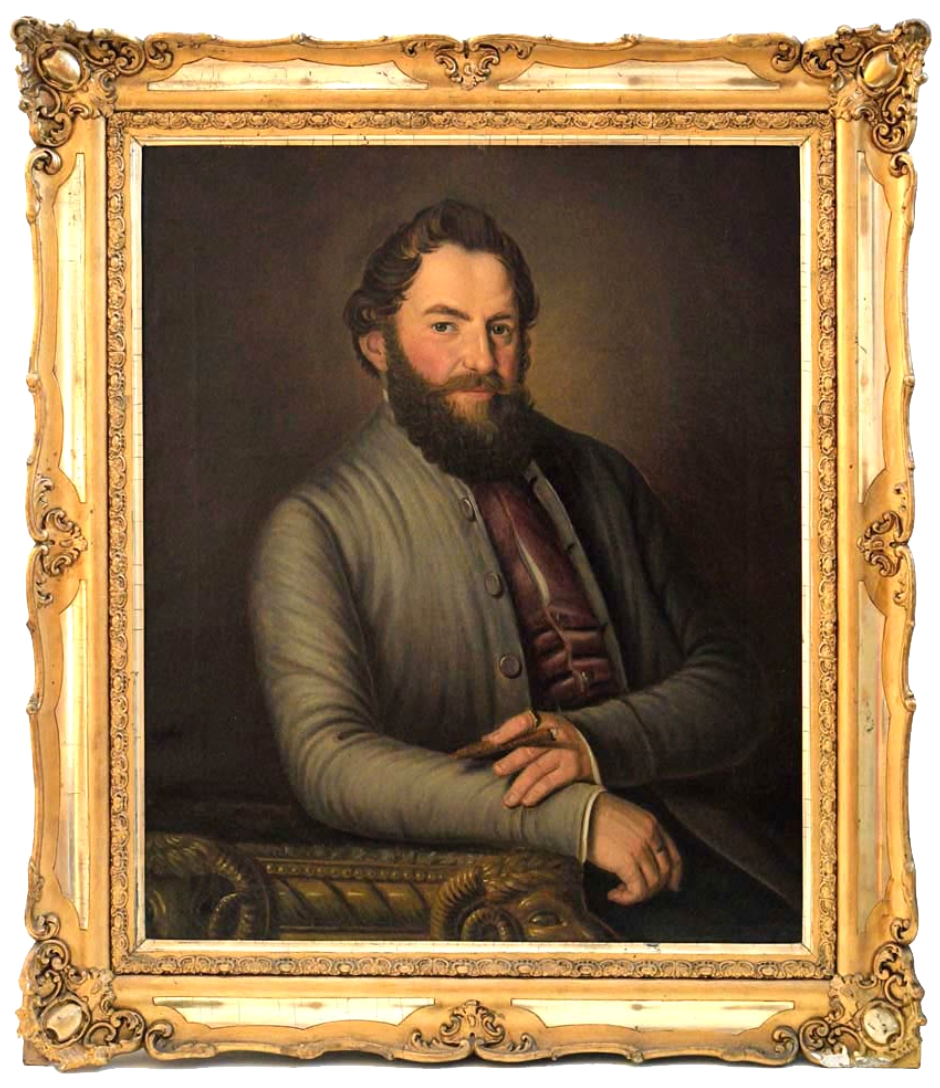
Der Industrielle August Wellenkamp (1807–1887)
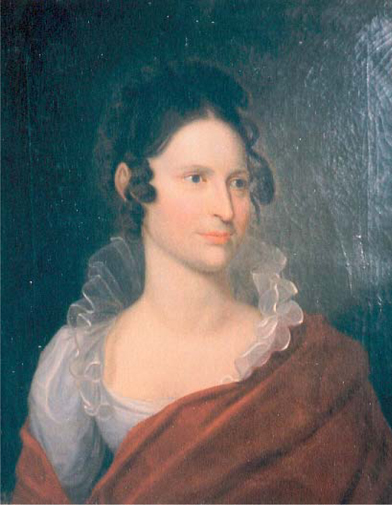
Charlotte Christiani, geb. Heine (1813–1869) …
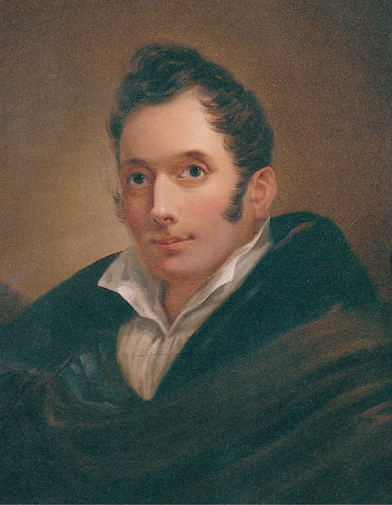
… und ihr Ehemann, der Politiker und Revolutionär Rudolf Christiani (1797–1858)
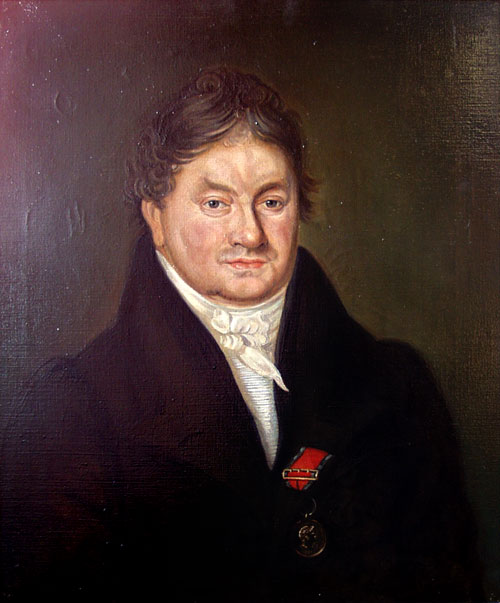
Justizbürgermeister Johann von Dassel (1781–1859)